# Антагонист
 Тази статия е за театралния термин.  За медицинския термин вижте Антагонист (фармакология).  
Антагонист (от гр. ἀνταγωνιστής, antagonistēs – противопоставящ се, опониращ, враждебен, противник, опонент, конкурент, съперник, враг, от anti – срещу, agonizesthai – боря се за награда ) е персонаж в художествено произведение, който се противопоставя на положителния или основния герой (т.е. главния герой - протагониста). Понятието произлиза от старогръцкия театър, с който се означава един от двамата основни персонажи в античната драма. Антагонистът е изразител на възгледи и интереси, противоположни на тези на главния герой (протагониста). И двата термина произлизат от думата αγών — „състезание“, „състезание със смъртта“, от която произлиза и думата „агония“.
Най-често антагонистът е човек, но в тази роля могат да влязат и повече или по-малко идентифицирана група хора или други същества (животни, извънземни), както и някаква сила (вкл. свръхестествена) и или явление (вкл. някаква част от душевността на героя-протагонист). В много творби протагонистът е добрият герой, а антагонистът - лошият, но това не е задължително, а основният критерий е мястото им развитието на сюжета.